# Jean Basson
Pour les articles homonymes, voir Basson (homonymie).
Jean Basson, né le 5 octobre 1987 à Johannesbourg, est un nageur sud-africain.

## Carrière
Jean Basson remporte la médaille d'or du 200 mètres nage libre aux Championnats d'Afrique de natation 2004 à Casablanca.  
Aux Jeux africains de 2007 à Alger, il est médaillé d'or du 4 x 100 mètres nage libre et du 4 x 200 mètres nage libre, médaillé d'argent du 200 mètres nage libre et médaillé de bronze du 400 mètres nage libre.
Il termine quatrième de la finale du 200 mètres nage libre et huitième de la finale du 4 x 200 mètres nage libre aux Jeux olympiques d'été de 2008 à Pékin ; il est également éliminé en séries du 400 mètres nage libre lors de ces Jeux.
Il dispute les Jeux du Commonwealth de 2010 à Delhi où il est médaillé d'argent du 4 x 100 mètres quatre nages et médaillé de bronze du 4 x 200 mètres nage libre.
Aux Jeux africains de 2011 à Maputo, il est médaillé de bronze du 200 mètres nage libre.
Il termine septième de la finale du 4 x 200 mètres nage libre aux Jeux olympiques d'été de 2012 à Londres.